# Мария дел Кармен Пеня
Мария дел Кармен Пеня (на испански: María del Carmen Peña) е мексиканска писателка и сценаристка на теленовели, избрана чрез конкурс в края на 80-те години, организиран от компания Телевиса, за нови писатели и сценаристи на теленовели. Предимно създава оригинални истории за Телевиса, заедно със сценаристите Хосе Куаутемок Бланко и Виктор Мануел Медина.

## Творчество

### Оригинални истории
- Цветът на страстта (2014) с Куаутемок Бланко
- Моят грях (2009) с Куаутемок Бланко и Виктор Мануел Медина
- Анхела (1998) с Куаутемок Бланко
- Каприз (1993) с Куаутемок Бланко
- Окови от огорчение (1991) с Куаутемок Бланко

### Адаптации
- Изворът (2001/2002) оригинална история от Куаутемок Бланко и Виктор Мануел Медина
- Лабиринти на страстта (1999) с Куаутемок Бланко, базирана на теленовелата Estafa de amor от Каридад Браво Адамс
- Плантация на страсти (1996) с Куаутемок Бланко и Хосе Антонио Олвера, базирана на радионовелата Una sombra entre los dos / Al pie del altar от Каридад Браво Адамс
- Първа част на Господарката (1995) базирана на теленовелата La dueña от Инес Родена

### Литературна редакция
- Втора част на Господарката (1995) адаптация от Карлос Даниел Гонсалес и Алехандро Ориве

### Нови версии, пренаписани от други
- Лъжовно сърце (2016) адаптация от Антонио Абаскал и Карлос Даниел Гонсалес, базирана на теленовелата Лабиринти на страстта
- Сянката на миналото (2015) адаптация от Карлос Даниел Гонсалес, Хосе Антонио Абаскал и Данте Ернандес, базирана на теленовелата Изворът
- Бездната на страстта (2012) адаптация от Хуан Карлос Алкала, базирана на теленовелата Плантация на страсти
- Желязната дама (2010) адаптация от Кари Фахер, базирана на теленовелата Господарката
- В името на любовта (2008/09) адаптация от Марта Карийо и Кристина Гарсия, базирана на теленовелата Окови от огорчение.

## Награди
Награди TVyNovelas
| Година | Категория                       | Теленовела            | Резултат   |
| ------ | ------------------------------- | --------------------- | ---------- |
| 2015   | Най-добра история или адаптация | Цветът на страстта    | Номинирана |
| 2010   | Най-добра история или адаптация | Моят грях             | Печели     |
| 2000   | Най-добра история или адаптация | Лабиринти на страстта | Печели     |
| 1997   | Най-добра история или адаптация | Плантация на страсти  | Печели     |

Награди Bravo (Мексико) 2002
| Категория          | Теленовела | Резултат |
| ------------------ | ---------- | -------- |
| Най-добър сценарий | Изворът    | Печели   |